# Simon Zulu
Simon Zulu (ur. 31 sierpnia 2001) – zambijski judoka. Olimpijczyk z Paryża, gdzie zajął siedemnaste miejsce w wadze ekstralekkiej.
Uczestnik mistrzostw świata w 2022 i 2023. Startował w Pucharze Świata w latach 2022-2024. Brązowy medalista igrzysk afrykańskich w 2023, a także mistrzostw Afryki w 2023 i 2024. Piąty na igrzyskach Wspólnoty Narodów w 2022 roku.

## Letnie Igrzyska Olimpijskie 2024
| Konkurencja | Eliminacje          | Klas. końcowa |
| Konkurencja | Przeciwnik I        | Miejsce       |
| ----------- | ------------------- | ------------- |
| 60 kg       | Kim Won-jin (KOR) P | 17.           |